# 콘클라베

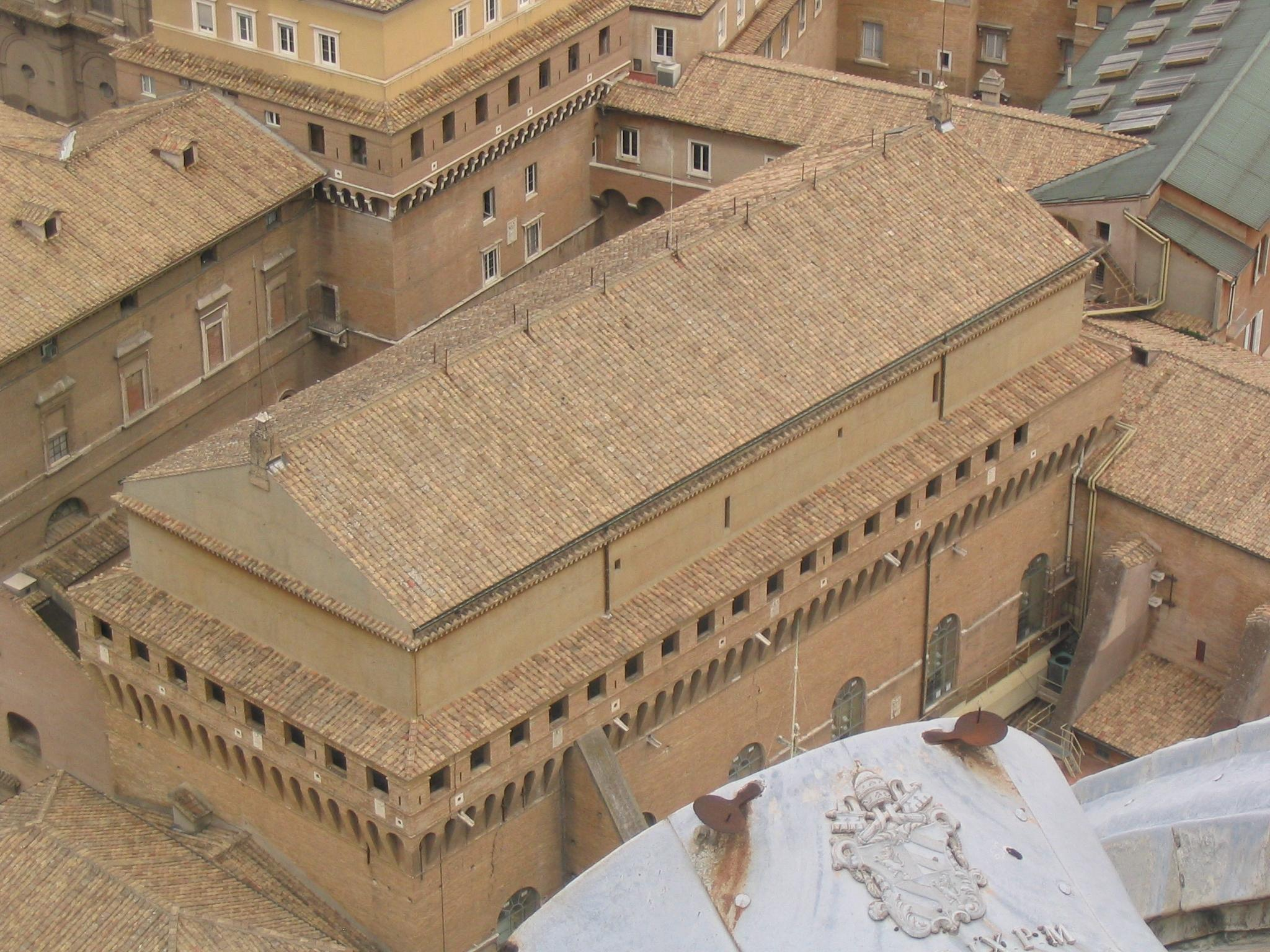
콘클라베가 행해지는 장소인 시스티나 성당. 1492년 처음 콘클라베가 이루어졌으며, 1878년 이후로 모든 콘클라베가 이 곳에서 행해졌다.

콘클라베(라틴어: conclave)는 로마 가톨릭교회에서 교황을 선출하는 선거 제도로, 교황 선종시 선거권을 가진 추기경단이 소집되어 진행되는 교황 선출 비밀 회의를 말한다. 라틴어의 cum(함께), clavis(열쇠)의 합성어인 ‘쿰 클라비’(cum clavis)에서 유래하였으며 ‘열쇠로 문을 잠근 방’을 의미한다. 선거인단인 추기경들이 외부와 차단된 비밀 투표장인 시스티나 성당을 걸어 잠그고 그 안에서 선거를 하기 때문에 콘클라베라는 용어가 쓰이게 되었다.
교황 선출 방법은 시대마다 조금씩 변화가 있었다. 황제가 임명하는가 하면, 로마 귀족들간 협의로 선출하기도 하고 다수결로 뽑은 시기도 있었다. 이 과정에서 드러난 여러 문제점들을 보완해 왔으며 13세기에 콘클라베 방식이 정식으로 도입되었다. 추기경들은 회의와 투표를 통해 교황을 뽑을 때까지, 장소를 이탈할 수 없으며, 외부와 완전히 차단된 공간에서 빵과 음료만 공급받는다. 오늘날에는 회의 시작전 도청장비 검사와 회의 중에는 전파 차단기를 작동시켜 보안을 유지하고 있다.
콘클라베에서는 본래 폐쇄된 장소에서 선거를 실시하되 결정이 지연될수록 음료와 식사량을 점진적으로 줄여 제공함으로 가능한 빨리 결정하도록 압박하는 방법을 사용했다. 중세 이탈리아 도시 국가에서 많이 사용하던 제도중 하나의 방식이었는데 교황 선거에 도입된 이래 오늘날까지 이 제도가 유지됨으로 인해 마치 콘클라베가 교황 선거제도를 뜻하는 고유명사와 같이 사용되고 있다.
초기에는 로마에 거주하는 성직자와 평신도들이 교황을 선출하였다. 로마 주교가 교황이라는 권위를 갖게 됨에 따라 외부 세력인 황제나 유력 귀족들이 간섭을 하게 되었으며 아울러 로마 귀족들이 당파다툼을 통해 무자격자가 선출되고 교회가 부패하는 원인이 되었다. 이런 문제점을 타개하기 위해서 1059년 추기경들에게만 선거권이 주어지는 개혁이 실시되었다.
1179년 제3차 라테란 공의회에서는 3분의 2의 다수결 방식이 채택되었는데, 이 방식은 선출 지연과 교황의 공석 기간이 길어지는 결과를 초래했다. 이를 해결하기 위해서 교황이 선출될 때까지 추기경들을 특정장소에 유폐시킨 후 빵, 물, 포도주만 공급하는 콘클라베 방식이 도입되었고, 1274년에 열린 제2차 리옹 공의회에서 제도화된 후 오늘날까지 이어지며 교황 선출 제도의 근간을 이루고 있다. 콘클라베의 결과는 투표용지를 소각하여 외부로 알리는데 미결시에는 검은 연기, 선출시에는 흰 연기가 나게 하고 있다.

## 콘클라베의 역사

### 초대교회
초대 교회의 주교들은 각자의 공동체의 창시자에 의해 지명되었을 것으로 추측된다. 이윽고 로마나 다른 지역에서 사제와 평신도, 이웃 교구의 주교들이 모이고 주교를 결정하는 방법이 취해지게 되었다. 교황으로 선택받을 권리가 있는 사람은 성직자뿐이었지만, 그들에게는 투표권을 주지 않았다. 그 대신에 그들에게는 교황을 결정하여 승인할 권리를 주었다. 주교는 보좌 및 감시 임무를 맡고 있었다.
교황 후보자가 결정되면 평신도의 동의가 요구되고 동의를 받으면 교황이 되었다. 민중이 큰 소리로 동의(또는 거부)의사를 표하는 것은 고대 이래의 로마의 관습이었다. 769년에 행해진 시노드에서 로마인 평신도에 의한 승인이 폐지되었지만, 862년의 로마 시노드에서는 귀족에 한해서만 그 권리를 부활시켰다. 역대 교황들은 선거법을 변경하거나, 추기경을 교체할 수 있었지만, 후계자를 지명하는 것만은 원칙적으로 용납되지 않았다.

### 교회의 부패
11세기초까지는 성직자와 평신도에게 교황 선출권이 있었다. 교황의 권위가 높아지자 분란으로 인해 대립교황이 옹립되는 일도 자주 발생했고 외부의 간섭도 증가했다. 이에 대해 교회는 속수무책이었고 무자격자가 즉위하며 급격히 부패하고 타락하였다. 가장 볼썽사나웠던 것은 로마 귀족들 간의 싸움이었다. 800년 카를 대제에게 황제관을 씌어주었던 교황 레오 3세는 반대파에 의해 눈알과 혀가 뽑혀 나갈뻔한 심각한 테러를 당하기도 했는데 이 일로 황제가 교회를 간섭하는 계기가 되었다.
897년에는 '시체시노드'라는 끔찍한 복수가 있었으며 창부정치 시대를 열었던 귀족부인 마로치아는 교황을 마음대로 갈아치우기도 하고 시해하기도 하며 10세기를 교회의 암흑시대로 만들었다. 성좌(교황직)를 매매한 교황 베네딕토 9세로 인해 혼탁함이 정도를 넘어서자 1046년 황제 하인리히 3세가 해결사로 등장하였다. 당시 이탈리아에는 한 명의 교황과 두 명의 교황 요구자가 있었는데, 황제는 이들 3명을 모두 폐위시킨 후 새로운 교황을 추대하며 사태를 해결했다. 이후 연이어 4명의 교황에 대한 임명권을 행사하였다. 황제의 적극적인 개입으로 정화가 이루어지기는 했으나 교황 임명권 행사 등 월권과 지나친 간섭으로 교회의 독립성이 크게 훼손되는 부작용이 발생하였다.

### 교황 선출법 개혁
1056년에 황제 하인리히 3세가 사망하고 6살의 어린 하인리히 4세가 등극하자, 황제로부터 교회가 독립하고 개혁할 수 있는 좋은 기회가 찾아왔다. 1059년, 교황 니콜라오 2세는 성직자와 평신도가 행사하던 교황선출권을 추기경들에게 부여하는 개혁을 단행했다. 이로써 외세의 간섭을 차단하였고 고위 성직자들에게 명예로 주어지던 추기경이란 직급에게 선출권이 주어지면서 추기경의 위상이 상승하였다. 시행 초기에는 주교급 추기경들이 모여 다음 교황에 대해 토의 후 결정했는데 세월이 흐르면서 사제급 추기경과 부제급 추기경도 동참하여 투표하는 형태로 변모했다. 1139년, 제2차 라테라노 공의회에서 평신도와 하급 성직자의 동의가 완전히 폐지되었다.
추기경단은 16세기에 들어서면서 급격히 확대되어, 1578년까지 인원수가 놀라운 증가 추세를 보였다. 이를 우려한 교황 식스토 5세는 추기경단의 인원수를 70명으로 제한했다. 20세기까지 이 관례가 지켜지고 있었지만, 교황 요한 23세가 이 제한을 철폐했다. 후임 교황 바오로 6세도 교황 선거 제도의 개혁을 단행하여, 80세 이상의 추기경은 교황 선거에 참가할 수 없다는 제한을 걸어두었다. 바오로 6세는 투표권을 가지는 추기경단의 인원수를 120명으로 지정하였지만, 요한 바오로 2세 시대에는 한때 이 인원수를 넘은 적도 있었다. 2021년 1월 14일 현재 추기경수는 227명이며, 교황 선거권을 가진 추기경은 128명이다.

### 최소 득표수
선거인단이 규정되기는 했으나 한 후보자가 얻어야 할 최소 득표수가 확정되지 않은 상태라서 이중선출로 인한 대립교황이 생기는 부작용이 발생하였다. 1159년에 교황 알렉산데르 3세가 선출되었을 때는 후보자 간에 폭력사태가 벌어지기도 했다. 이 문제는 1179년에 개최된 제3차 라테란 공의회에서는 3분의 2 이상의 득표를 최소득표수로 결정하며 해결되었다. 1059년부터 1179년까지 최소득표수에 대한 규정 미비로 인하여 12명의 대립교황이 난립했었다. 교황 비오 12세는 필요한 득표 수를 3분의 2+1표로 고쳤다. 교황 베네딕토 16세는 2008년의 사도좌 공석과 교황 선출에 관한 교황령 《주님의 양떼 (Universi Dominici Gregis)》에서 시스템을 한층 더 고쳐 다시 필요 수를 3분의 2 이상 획득으로 확정하였다.

### 콘클라베 (Conclave)
중세 이탈리아 도시국가들은 주민들의 소요를 차단하기 위하여 콘클라베에서 시장을 선출했다. 베네치아에서도 콘클라베를 통해 총독이 등극했다. 최초로 콘클라베 방식을 교황선거에 적용한것은 1241년이었다. 당시 로마를 사실상 지배하던 원로원 의원 마태 로소는 빠른 시간 내에 교황을 선출하려고 셉티조니움 궁전에 추기경들을 감금한 후 비참한 환경 속에 방치해 버렸다(폭력을 사용하기도함). 가혹한 조건속에 추기경 한 명이 사망하였고 두 달 만에 교황 첼레스티노 4세가 선출되었으나 17일 만에 사망하였다. 1241년에는 콘클라베 방식이 교황 선출에 처음 적용되었을 뿐이며 교회법으로 제정된 것은 이후 30년이 흐른 뒤였다.
1268년 교황 클레멘스 4세 사망 후, 비테르보에서 추기경들은 약 3년 동안 후임 교황을 결정하지 못했다. 교황 선출이 늦어지자 시 관계자들이 추기경들을 교황궁에 가두고 문을 벽돌로 막은 후 지붕을 뜯어내어 빵과 물만 공급하며 압박하였다. 1271년에 선출된 교황 그레고리오 10세는 1274년에 제2차 리옹 공의회를 주관하며 선출 과정에 있었던 경험을 바탕으로 콘클라베 방식의 교황선출에 대해 구체적인 규정을 제정하였다.
이 규정에 따르면 교황 사망 시 추기경들은 10일 내에 전임 교황의 사망지에 모여야 하며 외부와 접촉이 차단된 상태에서 함께 머물러야 하고 선거과정이 오래 걸리면 걸릴수록 가혹한 환경에 처하게 될 거라는 조항이 포함되었다. 이로써 콘클라베의 원형이 완성되었다.

### 서방 교회 대분열
약 70년간 이어진 아비뇽 유수를 종식시키며 교황청을 로마로 옮긴 교황 그레고리오 11세가 1378년에 사망했다. 로마 시민들은 로마 출신 교황을 요구하며 폭동을 일으켰다. 외국 출신 교황이 선출될 경우에 아비뇽 유수가 재현될 우려가 있었기 때문이다. 추기경단은 압박을 참기 어려워 이탈리아 출신의 교황 우르바노 6세를 선출했다. 당시 프랑스 출신이 다수였던 추기경들은 신임교황과 사사건건 부딪치며 심한 갈등이 발생하자 콘클라베 중에 부당한 압력이 있었기에 선거는 무효라고 주장하며 폰디에서 새로운 교황을 선출했다.
새로운 교황은 군대를 동원하여 무력으로 우르바노 6세를 축출하려다 실패하자 아비뇽으로 이동하여 별도의 교황청을 조직했다. 이 사건으로 두 명의 정통 교황과 두 개의 교황청이 동시에 공존하게 되면서 서유럽은 분열되어 극심한 혼란속에 빠졌다. 서유럽 국가들은 이해관계에 따라 지지하는 교황이 나뉘며 둘로 갈라졌다. 두 교황은 서로를 파문했고 각자의 영향력을 확산시키기 위해 인사권을 남발하였기 때문에 분열은 교구와 수도원과 가정에까지 확대됐다. 
각 지역 교회는 두 명의 대주교, 두 명의 수도원장, 두 명의 본당신부를 갖게 되었고 신자들마저 양측 추종자로 분열됐다. 성직자들은 서로 합법성을 주장하며 상대방을 파문하여 유럽사회는 일대 대혼란이 펼쳐졌다. 두 개의 교황청을 따로 운영했기 때문에 재정 소요가 증가했고 이를 책임져야 하는 신자들은 부담이 가중되었다. 결국, 1417년 콘스탄츠 공의회를 통해 사태가 수습되었다. 이 사건으로 인해 콘클라베 중에는 외부의 그 어떠한 간섭이나 영향에서 선거인단(추기경)이 철저히 격리되는 것이 중요하다는 사실을 알게 되었다.

### 교황 후보의 자격
고대 시대에 교황 즉, 로마 교회의 주교로 선택받는 자는 기독교를 신봉하는 모든 남성이었지만, 769년 이후에는 성직자만으로 그 자격이 한정되었다. 시대가 지나가면서 한층 더 한정되어 추기경단만이 자격을 가지게 되었다. 1179년의 제3차 라테란 공의회에서는 다시 교황 자격을 평신도에게까지 넓혔다. 1378년에 선출된 교황 우르바노 6세는 추기경이 아닌 성직자가 교황으로 선출된 마지막 인물이 되었다. 국적은 자격요건에 고려대상은 아니었다. 그러나 20세기 이전에 이탈리아 출신이 아닌 자가 교황으로 선출된 마지막 인물은 1522년의 하드리아노 6세였다.

### 교황 선출법의 변화
일찍이 교황 선출에는 세 가지 방법이 존재해 왔다. 첫째는 발성에 의한 결정, 둘째는 타협에 의한 결정, 마지막은 투표에 의한 결정이다. 발성에 의한 결정이란, 추기경들이 새로운 교황이 될 사람의 이름을 만장일치로 동시에 불렀을 때 그 결과를 성령이 개입한 것으로 인정하는 것이다. 타협에 의한 결정은, 선거가 수렁화할 것 같다고 판단되면 추기경 중에서 선거 위원회를 골라내 선출을 주도하는 방법이다.
마지막으로 투표에 의한 결정은 이른바 지금의 교황 선거로 이해되는 것으로서 모든 추기경이 익명 투표를 반복하며 교황을 골라내는 방식이다. 덧붙여 발성에 의한 만장일치로 선출된 마지막 교황은 1621년에 선출된 그레고리오 15세이며, 선거 위원회의 주도로 선택된 마지막 교황은 1316년에 선출된 요한 22세이다. 요한 바오로 2세는, 오랫동안 기능을 하지 않은 채 형식화되어 있던 앞의 두 가지 방법을 정식으로 폐지하고 투표에 의한 결정만을 인정했다.

## 오늘날의 교황 선거
교황 선거에 관한 최신 규정은 요한 바오로 2세의 사도 헌장 《주님의 양 떼》이다. 이 규정은 새롭게 만들어진 것이 아니고, 지금까지의 관습을 정리하여 시대에 맞지 않은 부분만 수정한 것이다. 이 헌장에서, 추기경단은 전처럼 시스티나 성당에서만 밀집 생활을 할 필요가 없으며, 요한 바오로 2세에 의해 신축된 성 마르타의 집이라고 하는 숙소에서 생활하면서 시스티나 성당에 투표하러 가는 것으로 고쳐졌다.
주교급 추기경만이 될 수 있는 수석 추기경에게는 교황 선거에서 몇 가지 역할을 부여받게 된다. 만약 수석 추기경이 연령 제한에 의해 선거에 참가할 수 없는 경우에는 차석 추기경이 그 역할을 대신한다. 차석 추기경도 참가할 수 없는 경우에는 주교급 추기경 중에서 최고 선임자가 대신 역할을 행한다.
추기경단의 규모 자체가 생각만큼 크지 않기 때문에, 인원수를 더 많이 해서 교황을 선택하는 것이 어떨까 하는 의견도 있다. 예를 들어 어떤 사람은 오늘날과 같이 추기경단에 선거를 맡기는 것이 아니라, 주교회의에 맡기는 편이 좋다고 하는 의견을 제시하였다. 그러나 현재의 규정상 주교회의를 소집할 수 있는 사람은 교황뿐이다. 《주님의 양 떼》에서는 시노드뿐만 아니라 공의회조차 교황이 선종할 시에는 일단 휴회하고, 새로 선출된 교황에 의한 재개 지시를 기다려야 한다고 명시되어 있다.

## 관련 절차

### 선종 이후의 절차

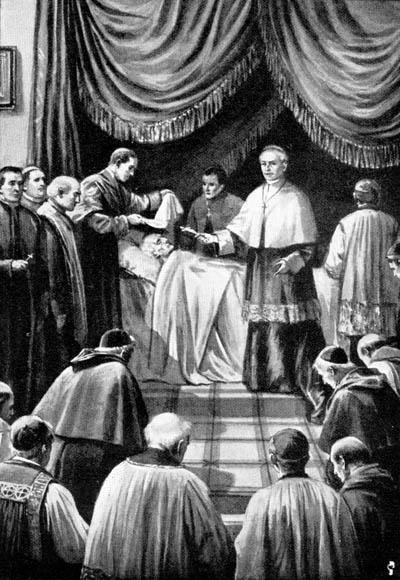
교황의 부고 소식을 알리는 궁무처장.

교황이 선종하면 교황 궁무처장(Camerlengo)이라는 직위에 있는 추기경이 입회한다. 궁무처장은 교황이 생전에 지명해 둔 추기경이며, 교황 부재 시에 지시를 내리는 역할을 하게 된다. 교황이 선종했다고 판단되면, 궁무처장이 은망치로 교황의 이마를 살살 두드리며 세례명으로 세 차례 부르고 반응이 없다고 판단되면 죽음을 확인하는 의식이 행해지고 있었지만, 20세기에 들어서면서부터는 행해졌던 적이 없다. 
《주님의 양 떼》에서는 단지 교황청 전례 위원장과 성직자단의 대표, 교황의 비서, 사도단의 단장 등 80살 이하의 고위 성직자가 입회하여 확인하는 것만을 요구하고 있다. 확인이 끝나면 궁무처장은 어부의 반지라고 불리는 교황의 황금 반지를 교황의 손가락에서 빼내 추기경단 앞에서 반지에 공식인장으로 사용할 수 없도록 두 개의 깊은 흡집을 낸다. 많은 사람들이 반지를 파괴한다고 알고 있는데 "이는 '줄을 그어 지운다'는 뜻의 이탈리아어 'biffatura'의 오역인 것 같다"라고 베네딕토 16세의 교황 반지를 만들었던 세공사 클라우디오 프란치가 말했다. 어부의 반지에는 교황이 작성한 문서에 찍는 인감이 붙어 있기 때문이다.
교황의 선종이 발표되면 추기경단은 전원 집합하여 회합을 열어, 교황 선거에 관한 일정을 결정한다. 이 회합에는 80세 이상의 추기경은 참가하지 않아도 좋지만, 원한다면 참가할 수도 있다. 교황 장례 미사는 사후 4일부터 6일간에 걸쳐 행해진다. 그 후, 교황청 전체가 9일간의 애도기간을 갖는다. 이것을 라틴어로 9일을 의미하는 노베디아레스라고 한다. 교황 선거는 통상 교황 사후 15일 이후에 행해진다. 모든 추기경이 다 모이지 않는 경우, 선거 개최일을 많게는 20일까지 늘릴 수 있다.

### 사임 이후의 절차
교황이 스스로 물러난다고 공고할 경우 교황 본인이 물러나고 싶은 날짜를 스스로 선택하고  공고한후  해당일 새벽 4시부로 교황직이 공석이 된다 (교황은 스스로 사임은 하나 이를 수리하는 기관은 없다)
그 이후부터는 선종 직후와 마찬가지로 문서위조 방지를 위하여 어부의 반지를 반납해야 하고 이를 폐기해야 한다. 또한 추기경단이 집합한 뒤 회합을 열어 교황선거에 관한 일정을 결정한다. 이 경우에는 교황 본인이 스스로 물러난 경우이므로 사임발표 뒤 전 세계 추기경들에게 공식 사임전에 미리 투표 날짜를 정하여 보낼 수 있다는 점이 이롭다고 할 수 있겠다.
《주님의 양 떼》에서 콘클라베 개시 시점을 명시한 조항은 제37조다. 해당 조항에 따르면, 콘클라베는 교황의 선종이나 사임으로 사도좌가 공석이 된 지 15~20일 사이에 개시해야 한다. 만 15일을 기다리는 것은 아직 로마에 도착하지 않은 추기경들을 위한 배려다. 하지만 교황 베네딕토 16세는 교황으로서의 권한을 행사할 수 있는 때 즉, 사임하기 전인 2013년 2월 25일, 자의교서(Motu Proprio)를 발표하여 제37조에“모든 선거인 추기경이 도착하면 선거 개시를 앞당길 권한도 있다”는 문항을 추가함으로써 일정이 앞당겨질 수 있도록 했다.

### 선거 개시
선거 당일 날 아침, 추기경단은 성 베드로 대성전에 모여 미사를 올린다. 오후에는 바티칸 궁전 내의 파올리나 예배당에 집합하여 성령의 도움을 바라는 성가인 '오소서, 성령님'(Veni Creator)을 부르며 선거 장소인 시스티나 성당으로 이동한다. 시스티나 성당의 추기경 좌석에는 교황령 <주님의 양 떼>와 <콘클라베 예식서>(Ordo Rituum Conclavis), 시간전례서(성무일도)가 구비되어 있다. 성당에 도착한 추기경들은 한 명씩 선서를 한다. 선서 내용은, 만약 자신이 선출되었을 때는 성좌의 자유를 수호할 것, 선거의 비밀을 지킬 것, 투표에 대해 외부의 압력을 받지 않겠다는 것이다. 서약은 먼저 추기경단 수석 추기경이 서약문을 읽는 것으로 시작한다.
교황 선거에 참석한 우리 추기경들은 개인으로서 그리고 단체로서, 1996년 발표된 교황 요한 바오로 2세의 교황령 《주님의 양 떼》의 규정들을 충실하고 철저하게 준수할 것을 약속하고 맹세하고 선서합니다. 우리는 또한 우리 가운데 누가 하느님의 섭리로 교황에 선출되든 보편 교회의 사제로서 베드로의 교의(敎義) 임무를 충실히 수행할 것과 교황의 영적·세속적 권리와 자유를 힘껏 지지하고 보호할 것을 약속하고 맹세하고 선서합니다. 특히 우리는 어떤 식으로든 로마 교황 선출과 관련된 모든 것에 관한, 그리고 선출 장소에서 발생한 것에 관한, 직접적 내지는 간접적으로 투표 결과와 관련돼 있는 비밀을 엄수할 것을 충심을 다해 모든 사람과 함께 약속하고 선서합니다. 우리는 이 비밀을 어떤 식으로든, 새 교황 선출 중이든 선출 후든, 선출된 교황의 분명한 허가가 없는 한 깨지 않을 것을 약속하고 선서합니다. 어떤 계층이나 지위의 세속적 권위 그리고 단체나 개인이 교황 선출에 개입하려 하더라도 모든 간섭이나 반대 또는 다른 형태의 개입에 대해서도 결코 지지하거나 찬성하지 않을 것을 약속하고 선서합니다.

추기경단 수석추기경의 서약문 낭독 후 다른 추기경들도 각각 계급에 따라 다음과 같이 선서한다.
“그리고 나 (이름)는 그와 같이 약속하고 맹세하고 선서합니다.”
이어 추기경들은 한 사람씩 복음서에 손을 얹고 “하느님과 이 거룩한 복음은 저를 도와주소서.”라고 말한다.
선서가 끝나면, 교황청 전례위원장은 "외부인 전원 퇴장"(Extra omnes)을 선언하고 추기경단 이외의 사람은 성당 밖으로 퇴장한다. 유일하게 예외인 사람은 교황청 전례 위원장과 설교를 담당한 성직자이다. 그는 남은 추기경단을 향해 오늘날 교회가 내포한 문제와 새로운 교황에게 요구되는 자질에 대해 설교한다. 이것이 끝나면, 전례 위원장과 설교자도 퇴실하여 추기경단만이 남는다. 수석추기경의 주도 아래 문답을 통해 선거법에 의문이 없는지 확인한다. 의문이 없으면 선거를 시작할 수 있다. 그리고 시작 전에 투표와 개표를 진행할 계표인과 검표인도 추기경단 중에서 추첨으로 결정한다. 선거는 수석 추기경이 콘클라베를 주재하게 되어 있으나, 수석 추기경이 선거권이 없으면 차석 추기경이, 차석 추기경도 선거권이 없으면 일반적 서열에 따라 선거인 추기경 중 최고령 추기경이 주재한다. 투표 개시에 늦었던 추기경은 해당 선거에 참가할 수 없다. 선거 중에 병환 탓에 건강이 나빠지면 퇴실할 수 있다. 그 경우에는 회복하고 나서 선거에 돌아올 수 있지만, 병 이외의 이유로 퇴실했을 때는 이후의 선거에 참가할 수 없다.
추기경단 이외에 교황 선거 중에 추기경들과 만나거나 연락할 수 있는 사람은 추기경의 비서, 교황청 전례 위원장, 의식장 등이며, 국제어에 능통한 몇 사람의 고해 사제, 두 명의 의사, 요리사나 청소원뿐이다. 추기경뿐만이 아니라 스태프 전원이 선거의 진행이나 내용에 대해 중대한 비밀을 지킬 의무를 지니고 있다. 특히 추기경단은 외부와의 접촉이 엄중하게 금지된다. 《주님의 양 떼》에서는 특히 신문이나 텔레비전 등의 미디어와 절대 접촉하지 말 것을 다짐하고 있다. 실제로, 2005년의 콘클라베에서는 추기경단의 숙소인 성 마르타 숙소에 전화나 인터넷 회선이 절단되어 성 마르타 숙소와 시스티나 성당에는 휴대전화 사용이나 도청을 방지하기 위한 방해전파가 흐르는 등 전자적으로 경계 태세를 강화하였다.

### 투표
투표는 소정의 용지에 무기명으로 행해진다. 투표용지 상단에는 'Eligo in Summum Pontificem'라는 라틴어 문구가 적혀있는데 이것은 '나는 이 사람을 최고의 교황으로 선택한다.(I elect as supreme pontiff.)'는 뜻이다. 용지 하단에 선거인이 뽑고자 하는 이름을 쓰게 되어 있다. 추기경들은 투표지에 기표한 뒤, 두 번 접은 투표지를 위로 치켜들고 서열 순으로 제대 앞으로 나아가 "나를 심판하실 주 그리스도를 증인으로 삼아 나는 하느님 앞에서 당선되어야 한다고 판단하는 사람을 선거합니다."라고 맹세한 뒤 투표지를 집표함에 넣는다.
첫날 오후, 첫 번째 투표가 실시된다. 이 날 투표에서 결정되지 못하면 둘째 날 이후부터 1일당 오전 2회, 오후 2회로 합계 네 차례 투표가 실시된다. 3일째가 되어도 결정되지 않을 때는 하루 동안 투표를 중지하고 부제급 추기경의 최연장자에 의한 강화가 이뤄진다. 그럼에도 7회차 투표로 넘어가면 다시 투표를 즉각 중단하고 이번에는 사제급 추기경이 권고한다. 게다가 7회차 투표에서도 결정되지 않을 때도 같은 방법이 반복되어 이번에는 주교급 추기경의 연장자가 강화를 이끌어낸다. 그래도 결정이 되지 않으면 3명 이상인 후보자가 있을 경우 최소 득표자를 제거하는 방식으로 진행되어 마지막엔 2인의 후보자에 투표를 하며 무조건 2/3이상 득표자가 나올 때까지 선거한다. 단, 이 경우에는 최다득표자 2인에게 선거권이 주어지지 않는다.(베네딕토 16세 규정)
투표가 완료되면 계표인들은 투표지에 기재된 이름을 확인하며 읽어주고, 선거인 전원이 득표 사항을 기록한다. 계표가 끝나면 투표지와 득표기록을 다시 점검한다. 투표지와 관련 기록 일체는 소각하며, 투표결과 보고서는 영구 봉인해 교황청 비밀문서고에 보관한다.

### 결정과 수락
투표가 끝난 후에는 표 집계, 표 수 검사, 투표용지의 소각이 차례대로 행해진다. 투표에 의해 차기 교황이 결정되지 않았다는 것을 외부에 알리고자 용지를 소각할 때 검은 연기가 나오도록 태운다. 만약 교황이 정해지면 하얀 연기를 내게 되어 있는데, 요한 바오로 2세를 선출한 1978년의 선거 이래, 검은색과 하얀색을 제대로 식별할 수 있도록 하얀 연기를 낼 때는 특수한 약품을 혼합한다. 교황 베네딕토 16세를 선출한 2005년의 교황 선거부터는, 교황이 결정된 경우 하얀 연기뿐만이 아니라, 성 베드로 대성전의 타종소리를 통해 군중에게 알리고 있다.
투표에서 필요한 표수를 획득한 추기경이 나오면 추기경단 비서와 교황청 전례 위원장을 성당 안으로 불러들일 수 있다. 수석 추기경은 후보자에게 교황직을 수락할지 말지를 묻는다. 이때 당선 후보자는 절차에 따라 세 번을 거절한 뒤 그 사람이 주교급이라면 그 시점에서 교황직을 받게 된다. 만약  당선자가 주교품을 소유하지 아니한 이라면  추기경단 수석 추기경으로부터 주교품을 받아야 교황이 된다
535년 이래, 교황은 취임 시에 자신의 교황식 이름을 결정하는 관습이 내려오고 있다.
신임 교황은 선출 직후 ‘눈물의 방’으로 이름 붙여진 시스티나 성당 근처 조그만 방으로 안내되어 그 안에서 미리 준비한 세 가지 사이즈로 제작된 교황 전용 의복 중에서 자기 몸에 맞는 옷을 선택해 몸에 걸친다. 눈물의 방은 본래 제의실인데 선출됐을 때의 기분에 비유해서 붙은 별칭이다. 그 다음 복장을 갖춰 입은 교황은 추기경단이 대기하고 있는 성당으로 돌아와 궁무처장으로부터 새로운 어부의 반지를 받는다. 베드로 직무에 관한 복음서 구절을 읽고 짧은 기도를 바치고 나면 제단 앞에 자리 잡고 있는 의자에 앉아 추기경단 한 사람 한 사람으로부터 축하 인사를 받는다. 추기경들은 축하의 인사와 함께 순명을 서약한다. 그리고 나서 교황과 추기경단은 “테 데움”(Te Deum: 성 암브로시오의 사은 찬미가)을 함께 부르며 하느님께 감사를 드린다.
제266대 교황을 선출하는 콘클라베에서 새롭게 추가된 사항이 있는데, 선출된 교황이 성 베드로 성당 중앙의 발코니로 나오기 전에 바오로 성당에 들러 성체 앞에서 잠시 기도한다는 것이다. 그런 후에 발코니로 나와 “로마와 전 세계에” 축복을 보내는 절차를 행한다.
그 다음에는 부제급 추기경의 최연장자가 성 베드로 광장이 내려다보이는 발코니에 나와 하베무스 파팜, 즉 라틴어로 신임 교황이 선출되었음을 발표한다.
| Annuntio vobis gaudium magnum: Habemus Papam! Eminentissimum ac Reverendissimum Dominum, Dominum [이름], Sanctæ Romanæ Ecclesiæ Cardinalem [성], qui sibi nomen imposuit [교황명]. | (“매우 기쁜 소식을 발표하겠습니다. 새 교황이 선출되었습니다! 지극히 탁월하시고 공경하올 분, 거룩한 로마 교회의 추기경 [본래 이름]이십니다. 이 분은 자신을 [교황명]로 명명하셨습니다.”) |

그리고 새로운 교황이 발코니에 나타나 ‘우르비 에트 오르비’로써 전 세계에 첫 번째 축복을 내린다. 일찍이 교황은 삼중관을 머리에 쓰고 다녔지만, 교황 요한 바오로 1세에 의해 이 대관 미사는 폐지된 상태다.

## 20세기에 소집된 콘클라베
20세기 들어 소집된 콘클라베는 최소 이틀, 최대 닷새 동안 열렸으며 평균 기간은 3일이었다. 
AP 통신은 지난 1세기 동안 개최되었던 역대 콘클라베 진행 상황을 다음 같이 정리했다.
- 1903년 7월 31일∼8월 4일 :  이탈리아 출신 주세페 멜키올 사르토 (비오 10세) 선출, 4일간 7차례 투표.
- 1914년 8월 31일∼9월 3일 : 이탈리아 출신 자코모 델라 키에사 (베네딕토 15세) 선출, 3일간 10차례 투표.
- 1922년 2월 2~6일 : 아킬레 암브로조 다미아노 라티 (비오 11세) 선출, 5일간 14차례 투표.
- 1939년 3월 1∼2일 : 에우제니오 마리아 주세페 조반니 파첼리 (비오 12세) 선출, 이틀간 3차례 투표.
- 1958년 10월 25∼28일 : 안젤로 주세페 론칼리 (요한 23세) 선출, 4일간 11차례 투표.
- 1963년 6월 19∼21일 : 조반니 바티스타 엔리코 안토니오 안토니오 마리아 몬티니 (바오로 6세) 선출, 3일간 6차례 투표.
- 1978년 8월 25∼26일 : 알비노 루치아노 (요한 바오로 1세) 선출,[36]이틀간 4차례 투표.
- 1978년 10월 14∼16 :  폴란드 출신 카롤 유제프 보이티와 (요한 바오로 2세) 선출, 3일간 8차례 투표.
- 2005년 4월 18∼19일 :  독일 출신 요제프 알로이지우스 라칭거 (베네딕토 16세) 선출, 이틀간 4차례 투표.
- 2013년 3월 12~13일 :  아르헨티나 출신 호르헤 마리오 베르고글리오 (프란치스코) 선출[37], 이틀간 5차례 투표.
- 2025년 5월 7~8일(현지 시각) 5월 7~9일한국 시각:  미국 출신 로버트 프랜시스 프리보스트 (레오 14세) 선출, 이틀간 4차례 투표

## 같이 보기
- 사도좌 공석
- 로마 교황청
- 교황
- 바티칸 시국